# Canthydrus koppi
Canthydrus koppi is een keversoort uit de familie diksprietwaterkevers (Noteridae). De wetenschappelijke naam van de soort werd in 1883 gepubliceerd door Wehncke.